# Сари (Троїцький район)
Сари (рос. Сары) — присілок у Троїцькому районі Челябінської області Російської Федерації.
Входить до складу муніципального утворення Шантаринское сільське поселення. Населення становить 157 осіб (2010). Населений пункт розташований на землях українського культурного та етнічного краю Сірий Клин.

## Історія
Від 20 лютого 1924 року належить до Троїцького району Челябінської області.
Згідно із законом від 28 жовтня 2004 року органом місцевого самоврядування є Шантаринское сільське поселення.

## Населення
| 2002 | 2010 |
| ---- | ---- |
| 253  | ↘157 |